# Lona-Lases
Lona-Lases est une commune italienne d'environ 850 habitants située dans la province autonome de Trente dans la région du Trentin-Haut-Adige dans le nord-est de l'Italie.

## Géographie
Le lac de Lases, petit lac alpin, est situé sur le territoire de la commune.

## Administration
| Période                                  | Période | Identité | Étiquette | Qualité |
| ---------------------------------------- | ------- | -------- | --------- | ------- |
|                                          |         |          |           |         |
| Les données manquantes sont à compléter. |         |          |           |         |

### Communes limitrophes
Les communes limitrophes sont  Albiano, Baselga di Piné, Bedollo, Cembra Lisignago, Fornace, Segonzano, Sover et Valfloriana.